# Скульптурний рельєф
Скульптурний рельєф (рос. скульптурный рельеф, англ. sculptured relief; нім. Skulpturrelief m) – 
- Синонім морфоскульптури.
- Рельєф, який вироблений різними аґентами денудації у гірських породах однорідних за стійкістю. Не має прямого зв’язку з  геологічними структурами. Наприклад, долинно-балковий рельєф, бедленд тощо.
- Синонім будь-якого денудаційного рельєфу.